# Linda Riedmann
Linda Riedmann (* 23. März 2003 in Würzburg) ist eine deutsche Radrennfahrerin.

## Sportlicher Werdegang
Zum Radsport kam Riedmann im Alter von sieben Jahren beim RV Concordia 1926 e.V. Karbach, inspiriert durch ihren Vater, selbst ehemaliger Radrennfahrer und Besitzer eines Fahrradladens. In der Jugend wurde sie mehrfache Deutsche Meisterin auf der Straße und auf der Bahn. 2020, in ihrem ersten Jahr als Juniorin, gewann sie die Deutschen Meisterschaften im Straßenrennen. in der Saison 2021 verteidigte sie den Titel erfolgreich. Im UCI Women Junior Nations’ Cup gewann sie beide Etappen und die Gesamtwertung der Tour du Gévaudan Occitanie femmes sowie eine Etappe der Watersley Ladies Challenge. Die Rad-Bundesliga 2021 beendete sie als beste Juniorin auf dem fünften Platz der Gesamtwertung. Zum Ende der Saison 2021 gewann sie bei den Europameisterschaften in Trient den Titel im Straßenrennen der Junioren, zwei Wochen später bei den Weltmeisterschaften die Bronzemedaille im Straßenrennen.
Mit dem Wechsel in die U23 wurde Riedmann zur Saison 2022 Mitglied im UCI Women’s WorldTeam Jumbo-Visma, nachdem sie sich dort selbst beworben und an einem Trainingslager teilgenommen hatte. Ihr bisher wertvollstes Ergebnis mit dem Team ist der vierte Platz auf der ersten Etappe der Tour of Scandinavia 2022. In der Nationalmannschaft wurde sie bei den UEC-Straßen-Europameisterschaften 2022 Europameisterin mit der U23 Mixed-Staffel.

## Erfolge
2020
- Deutsche Meisterin – Straßenrennen (Junioren)

2021
- Gesamtwertung und zwei Eappen Tour du Gévaudan Occitanie femmes
- eine Etappe Watersley Ladies Challenge
- Deutsche Meisterin – Straßenrennen (Junioren)
- Europameisterin – Straßenrennen (Junioren)
- Weltmeisterschaften – Straßenrennen (Junioren)

2022
- Europameisterin – U23 Mixed-Staffel

2025
- Deutsche U23-Meisterin – Straßenrennen